# Strövare (friluftsliv)
Strövare eller strövarna är en pedagogisk friluftsaktivitet för barngrupper i åldrarna 7–9 år och anordnas av Friluftsfrämjandet. 
Strövarna leds av en eller flera utbildade ledare och innefattar såväl utbildning som lek och bus. Barnen får lära sig om allemansrätten, att använda kniv, karta och kompass, arbeta tillsammans i en grupp och ta hänsyn till både människor och natur. Undersökning av småkryp, tävlingar och kortare läger (övernattningar) ingår också.
Friluftsfrämjandet har även liknande typ av aktiviteter för andra åldersgrupper, exempelvis Skogsmulle för barn i åldrarna 5–6 år och Skogsknytte för barn i åldrarna 3–4 år.